# Hoya lasiogynostegia
Hoya lasiogynostegia är en oleanderväxtart som beskrevs av Ping Tao Li. Hoya lasiogynostegia ingår i släktet Hoya och familjen oleanderväxter. Inga underarter finns listade i Catalogue of Life.